# Tom Fogerty
Thomas Richard Fogerty, conhecido como Tom Fogerty (Berkeley, 9 de Novembro de 1941 – Scottsdale, 6 de Setembro de 1990), foi cantor, compositor e guitarrista, conhecido principalmente por ter sido um dos integrantes da banda de rock americana Creedence Clearwater Revival.

## Carreira
Tom Fogerty ingressou na carreira musical em 1958. Assim como seu irmão John Fogerty, participava de uma banda de rock, denominada Spider Webb and the Insects, a qual chegou a assinar contrato com a gravadora Del-Fi Records cancelado pouco tempo depois em 1959. 
Após o insucesso de Spider Webb and the Insects Tom apresentou-se em concertos como cantor solo e em algumas aparições requisitou o auxílio da banda de seu irmão, The Blue Velvets, cuja formação apresentava John na guitarra, Stu Cook no piano e Doug Clifford na bateria, banda que logo passou a integrar. Batizada de Tommy Fogerty and the Blue Velvets, a nova formação, em 1961, teve 4 discos gravados pela Scorpio Records, divisão da Fantasy Records.
Em 1966 John consegue contrato com a Fantasy Records, gravadora na qual ele já trabalhava e que exigiu a mudança de nome do grupo para The Golliwogs. O conjunto passou a ter canções escritas pelos irmãos que também realizaram duetos no vocal, união que resultou em pequenos sucessos regionais e de pouco impacto nacional. O consenso entre os integrantes pela mudança de nome resultou na formação do Creedence Clearwater Revival, onde nascia uma das bandas de rock mais famosas de sua época e em contraponto o desafeto entre Tom e seu irmão. 
O grupo consagrou Tom principalmente como guitarrista já que John era o vocalista principal que compunha quase todas as músicas da banda de estilo composto pela mistura do rock com música country, fórmula que levou o Creedence Clearwater Revival ao rápido sucesso. Stu Cook era o baixista e Doug Clifford o baterista, Tom fazia vocal de acompanhamento e escreveu apenas uma música que foi gravada, "Walk on the Water". A falta de oportunidade de Tom em meio às composições da banda alimentava a animosidade entre os irmãos durante os anos de maior sucesso do grupo resultando na saída de Tom no ano de 1971 depois de gravar 6 álbuns de estúdio, não participando da gravação do álbum Mardi Gras em 1972.
Logo após deixar a banda, Tom iniciou a carreira solo. Teve músicas de maior sucesso em sua empreitada como "Goodbye Media Man" e "Joyful Resurrection", gravado com participações de Jerry Garcia e Merl Saunders. O álbum também contou com participações de seus ex-companheiros de Creedence Clearwater Revival, Stu Cook e Doug Clifford. John participou, tocando guitarra, em alguns álbuns solo de Tom, entretanto o relacionamento entre os irmãos sempre manteve-se afetado desde a formação de Creedence Clearwater Revival. 
Entre 1972 e 1977 realizou sessões de jazz com Merle Saunders e de 1976 a 1978 participou da banda Ruby, gravando 2 discos. Sua discografia solo, apesar de vasta e bem conceituada por críticos da música, é pouco conhecido e divulgada até os dias atuais, mesmo para muitos fãs de Creedence.

### Morte
Faleceu no dia 6 de Setembro de 1990, vitima de tuberculose e insuficiência respiratória agravadas pelo vírus da AIDS, o qual Tom havia contraído através de uma transfusão de sangue. Os irmãos nunca mais conversaram, mesmo Tom estando em leito de morte. O corpo de Tom foi cremado e suas cinzas espalhadas em Half Moon Bay, Califórnia no Estados Unidos.

## Discografia

### Creedence Clearwater Revival
- 1968: Creedence Clearwater Revival
- 1969: Bayou Country
- 1969: Green River
- 1969: Willy and the Poor Boys
- 1970: Cosmo's Factory
- 1970: Pendulum
- 1972: Mardi Gras (álbum) Tom Fogerty não participou neste álbum.

### Carreira solo
- 1972 - Tom Fogerty
- 1972 - Excalibur
- 1974 - Zephyr National
- 1974 - Myopia
- 1976 - Ruby
- 1978 - Rock & Roll Maddness
- 1981 - Deal It Out
- 1984 - Precious Bems
- 1993 - Sidekicks (álbum póstumo)

### Compilações
- The Very Best of Tom Fogerty

### Álbuns ao vivo
- Tom Fogerty Live in California 1982